# 'Abd al-Masīh al-Ḥabašī
'Abd al-Masīh al-Ḥabašī (in arabo عبد المسيح الحبشي‎?; 1910 – Gerusalemme, 1981) è stato un monaco cristiano eritreo.

## Biografia
Condusse una vita cenobitica nel monastero del Baramus dal 1934 al 1936; dal 1936 al 1970 visse da eremita in una grotta a circa 4,5 chilometri ad ovest del monastero stesso. Poi, forse presentendo la morte, partì per Gerusalemme dove visse gli ultimi anni della sua vita.

## Influenza su eminenti figure della chiesa ortodossa copta
Il suo stile di vita 'essenzialistico' fatto di duri digiuni e di lunghe veglie trascorse in preghiera ha avuto un enorme impatto su un'intera generazione di monaci della chiesa ortodossa copta, molti dei quali sono successivamente divenuti vescovi e patriarchi. Tra i discepoli spirituali di 'Abd al-Masīh al-Ḥabašī alcuni monaci chiamati "riformatori" tra i quali Matta El Meskin, Mina l'eremita e Antonio al-Suriani. 
Prima di scavarsi una grotta dove si diede alla solitudine, Matta El Meskin trascorse un breve periodo di discepolato con 'Abd al-Masīḥ al-Ḥabašī al fine per apprendere le basi dell'ascetismo e dell'eremitaggio. Matta El Meskin racconta dell'incontro avuto con al-Ḥabašī in un colloquio con alcuni monaci registrato il 20 giugno 1981.